# Sestola
Sèstola (en sestolès: Sèstula; en frinyanès: Sèstla) és un comune (municipi) de la província de Mòdena a la regió italiana Emília-Romanya, aproximadament a 60 quilòmetres al sud-oest de Bolonya i aproximadament 50 quilòmetres al sud-oest de Mòdena.
Es troba a prop del Monte Cimone i altres muntanyes dels Apenins del nord que separen l'Emília i la Toscana. Sèstola és limítrof amb els municipis següents: Fanano, Fiumalbo, Lizzano in Belvedere, Montecreto, Montese, Pavullo nel Frignano, Riolunato. El 2019 tenia una població d'uns 2.500 habitants.

## Atraccions locals
- Fortalesa, reconstruïda en el segle XVI però construïda diversos segles abans.
- Jardí Botànic Alpí "Esperia"
- Església San Nicola di Bari